# Pogno (Togo)
Pour les articles homonymes, voir Pogno (homonymie).
Pogno est une petite ville du Togo située à environ 54 km de Dapaong, dans la région des Savanes.

## Vie économique
- Marché traditionnel le vendredi

## Lieux publics
- École primaire
- Dispensaire